# Benhall
Benhall is een civil parish in het Engelse graafschap Suffolk met 545 inwoners.